# Standedge Canal Tunnel
De Standedge Canal Tunnel is een scheepvaarttunnel onder Standedge in het Penninisch Gebergte in Engeland. De scheepvaarttunnel maakt deel uit van een complex van vier tunnels (drie spoorwegtunnels en één scheepvaarttunnel), de Standedge Tunnels, tussen Marsden en Diggle, in de Engelse graafschappen West Yorkshire en Greater Manchester. De scheepvaarttunnel is onderdeel van het Huddersfield Narrow Canal, dat Huddersfield met Ashton-under-Lyne verbindt.
De tunnel is de langste, de hoogste en de diepste tunnel in het Verenigd Koninkrijk. De tunnel heeft een lengte van 5029 m, ligt 196 m boven zeeniveau en ligt, op zijn diepste punt, 194 m onder de grond.
In 1794 werd begonnen met de bouw van het kanaal en de tunnel. Benjamin Outram was de ingenieur die het kanaal ontworpen had, inclusief de scheepvaarttunnel. Outram had echter vele andere bezigheden, waardoor hij het toezicht van de bouwwerken doorgaf aan de jongere en minder ervaren Nicolas Brown. In 1801 trok Outram zich terug uit het project en werd ingenieur Thomas Telford aangewezen om de bouw verder voort te zetten. Ondanks een ernstige afwijking bij de bouw van de tunnel, te wijten aan een opmetingsfout bij de planning, werd de tunnel in 1809 eindelijk geopend. Het kanaal zelf zou in 1811 geopend worden voor de scheepvaart. De tunnel is gedeeltelijk afgewerkt met baksteen, op meerdere plekken is de kale rots te zien. De tunnel wordt momenteel beheerd door British Waterways.
De tunnel is net breed genoeg voor één narrowboat. Om kosten te besparen werd er in de tunnel geen jaagpad aangelegd. De boten op het Huddersfield Narrow Canal werden in de 19e eeuw voortgetrokken door paarden en moesten in de tunnel door middel van legging worden voortgeduwd. Bij deze methode gaat een persoon op zijn rug boven op de lading liggen en duwt de boot verder door zich met zijn voeten af te zetten tegen het plafond of de muren. Professionele leggers duwden een lege boot op één uur en 20 minuten door de ruim 5 km lange tunnel. Voor een volgeladen boot had men drie uren nodig.
De scheepvaarttunnel is de oudste van de vier Standedge Tunnels en werd veelvuldig gebruikt bij de aanleg van de parallel lopende spoorwegtunnels voor de afvoer van sloopmateriaal langs het kanaal. Verschillende verbindingstunnels tussen de vier tunnels zijn bewaard gebleven.
De laatste commerciële boot ging in 1921 door de tunnel en in 1944 werd het kanaal officieel gesloten en raakte in verval. Grote metalen deuren sloten de tunnel af. Begin 21e eeuw ondergingen het kanaal en de tunnel een grote restauratie. Het plafond van de tunnel werd op sommige plaatsen met bouten vastgezet, op andere plekken werd er beton gebruikt. In mei 2001 werden de scheepvaarttunnel en het Huddersfield Narrow Canal opnieuw geopend, echter enkel voor de pleziervaart. In tegenstelling tot de oude boten die werden voortbewogen door paardenkracht, zijn de moderne boten uitgerust met dieselmotoren. Omdat in de tunnel geen verluchting aanwezig is, worden deze boten door een elektrische sleepboot door de tunnel getrokken.

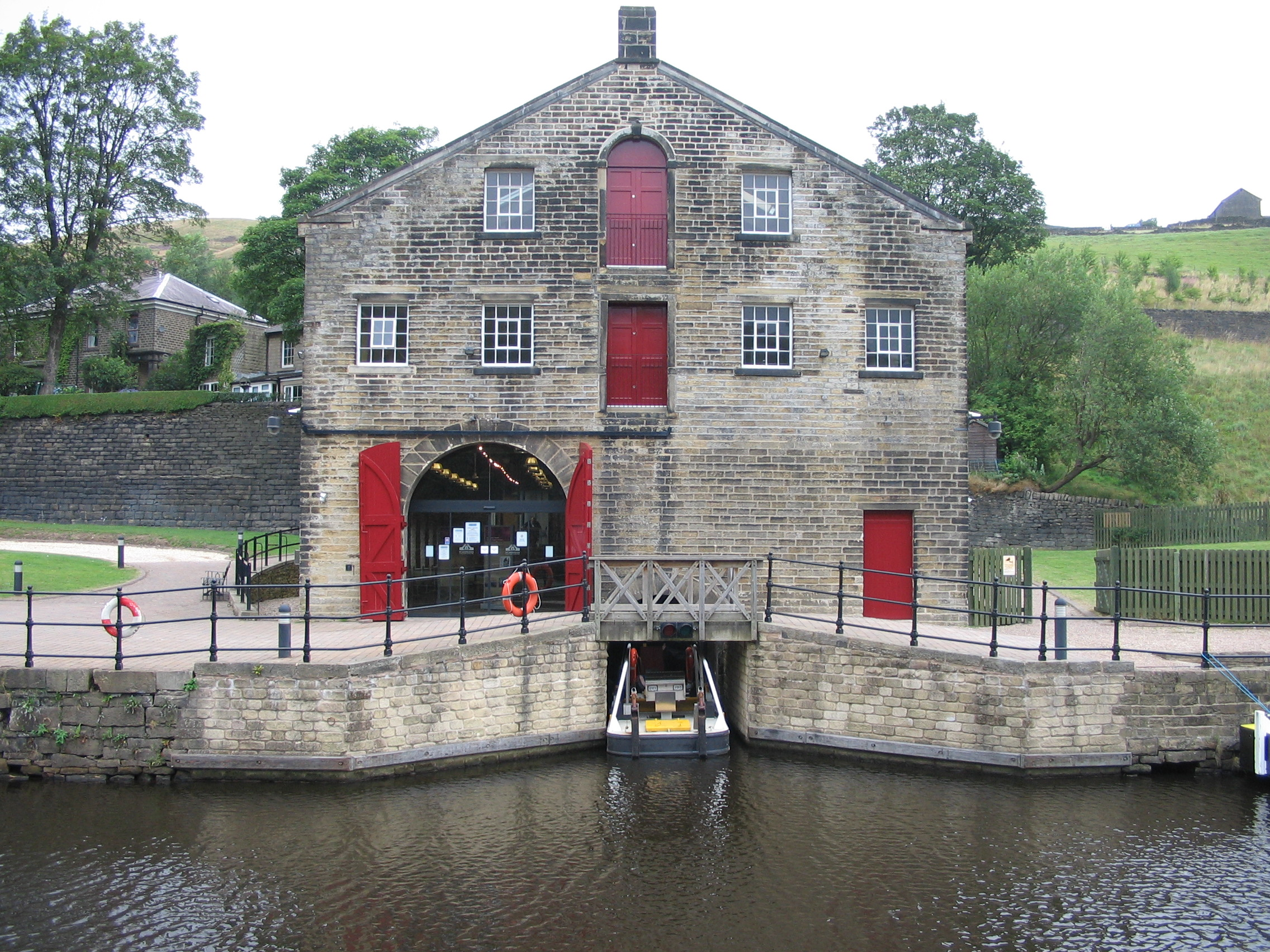
Standedge Tunnel Visitor Centre

Bij het tunnelportaal bij Marsden bevindt zich het Standedge Tunnel Visitor Centre. Het is gehuisvest in het vroegere pakhuis, waar tussen 1798, toen het kanaal tot in Marsden liep, en de opening van de tunnel in 1811, de goederen van de boten op paarden werden geladen om het Penninisch Gebergte over te steken.